# Unitárius Jövendő
Unitárius Jövendő – Kovács Lajos brassói unitárius lelkész által 1939 szeptembere és 1942 szeptembere között szerkesztett egyháztársadalmi, hitéleti és missziós célokat szolgáló lap. Székhely: Dél-Erdély, Brassó.

## A lap céljai és sorsa
Figyelemmel kísérte a hivatalos egyház működését és a vezetők ténykedéseit, az egyházi és iskolai életet, céljául tűzve ki az építő kritikát: „Követelni fogjuk a legmesszebbmenő erkölcsi tisztaságot, határozottságot, szellemi és anyagi erőt, elsősorban azoktól, akik alkalmasoknak tartják magukat arra, hogy az élen álljanak, vezessenek és irányítsanak, általában pedig az egyház minden tagjától. Szigorú ítéletet tartunk mindazok felett, akik önmagukkal és másokkal szemben nem ilyen mértékkel mérnek” – írta a szerkesztő egyik cikkében. A kritikai hangnem oda vezetett, hogy 1940. november 14-én a Romániai Unitárius Egyház Képviselő Tanácsa megtiltotta az „unitárius” név használatát, a lap azonban változatlan címmel folytatta működését a szerkesztő 1942-ben bekövetkezett haláláig.